# Broderick (Saskatchewan)
Broderick je vesnice v kanadské provincii Saskatchewan. Nachází se nedaleko městečka Outlook na západě.

## Demografie
Podle sčítání obyvatel z roku 2006 žilo v Brodericku 77 lidí v 37 příbytcích. Od roku 2001 došlo k úbytku 7,2%. Střední věk obyvatelstva činil 39,5 roku (38,5 u mužů a 41,2 u žen).